# Eliane Christen
Eliane Christen (19 gennaio 1999) è una sciatrice alpina svizzera.

## Biografia
Slalomista pura attiva dal novembre del 2015, Eliane Christen ha esordito in Coppa Europa il 19 gennaio 2017 a Melchsee-Frutt (30ª) e in Coppa del Mondo il 21 dicembre 2023 a Courchevel, senza qualificarsi per la seconda manche; il 19 gennaio 2025 ha conquistato a Zell am See la prima vittoria, nonché primo podio, in Coppa Europa. Ai Mondiali di Saalbach-Hinterglemm 2025, sua prima presenza iridata, si è classificata 12ª nella combinata a squadre e non ha completato lo slalom speciale; non ha preso parte a rassegne olimpiche.

## Palmarès

### Coppa del Mondo
- Miglior piazzamento in classifica generale: 79ª nel 2025

### Coppa Europa
- Miglior piazzamento in classifica generale: 12ª nel 2025
- 2 podi:
  - 1 vittoria
  - 1 secondo posto

#### Coppa Europa - vittorie
| Data            | Località    | Paese   | Specialità |
| --------------- | ----------- | ------- | ---------- |
| 19 gennaio 2025 | Zell am See | Austria | SL         |

Legenda:

SL = slalom speciale

### Campionati svizzeri
- 1 medaglia:
  - 1 argento (slalom speciale nel 2020)